# Religiosas Terciarias Trinitarias
La Comunidad de Religiosas Terciarias Trinitarias, más conocidas como Trinitarias de Mallorca, es una congregación religiosa de derecho diocesano, fundada por el fraile trinitario Miguel Ferrer Bauzá en Felanich (Mallorca, España) con el fin de hacer comunidad entre los pobres trabajando a favor de la dignificación de las mujeres y niñas explotadas o marginadas por la sociedad de su época.

## Apuntes históricos
Los inicios de la congregación hunde sus raíces en la predicación del religioso trinitario por las Islas Baleares, en especial en la isla de Mallorca. De dichas incursiones del trinitario mallorquín surgieron cofradías dedicadas a la exaltación del misterio de la Santísima Trinidad, entre las más famosas figura la cofradía de la Trinidad de Felanich, integrada por hombres y mujeres con fines religiosos que se ordenaban por la imposición del escapulario trinitario, la procesión mensual y la absolución general para ganar las indulgencias concedidas por la Orden Trinitaria. Dos jóvenes de dicha cofradía, Isabel Suñer y Buenaventura Veny, decidieron vivir públicamente el espíritu de la Regla de san Juan de Mata y los primeros días de octubre de 1809 pidieron permiso al ayuntamiento para vivir como una comunidad trinitaria. Miguel Ferrer fue el director de las hermanas, a las que se le sumó poco tiempo después Sebastiana Sbert.
El 6 de agosto de 1826, Miguel Ferrer entregó a las terciarias trinitarias una Regla de vida, dando origen a la comunidad de Terciarias del Orden de la Santísima Trinidad, las cuales pronto se convertirán en punto de referencia para la sociedad y la Iglesia mallorquina. Las trinitarias eran mujeres de fe, pero además de rica cultura que enseñaban a los hombres y mujeres de su tiempo a apostar por la educación de las niñas y las jóvenes en la ciencia y en los valores, con el fin de dignificar el rol de la mujer en su época. En 1836 la Cofradía de Felanich pasó a ser dirigida por las nuevas religiosas.
La congregación fue afiliada a la Orden Trinitaria el 12 de mayo de 1865 y aprobadas como congregación de derecho diocesano por Rigoberto Doménech Valls, obispo de Palma de Mallorca, el 30 de noviembre de 1923.
En la actualidad, son alrededor de unas sesenta religiosas, presentes en 13 comunidades en España, especialmente en las Islas Baleares, dos en Perú y una en Bolivia.

## Carisma y misión
Las Trinitarias de Mallorca ejercen su misión según el carisma trinitario - liberador, inspirado en san Juan de Mata y seguido por su fundador, Miguel Ferrer, desarrollando las siguientes actividades: educación integral de niños y adolescentes por medio de escuelas de iniciativa social, educación en la fe mediante la catequesis, hogares infantiles y otras obras sociales, y la promoción de las mujeres mediante programas educativos y de desarrollo social.